# 九龍巴士14X線
九龍巴士14X線是九巴一條九龍市區特快巴士路線，循環來往油塘（崇德圍）及尖沙咀，為14線之特別班次，取道啟德隧道及東九龍走廊往返，不經主路線所服務的九龍灣至土瓜灣一段以及佐敦西部。

## 歷史
鯉魚門以海鮮聞名遐邇，服務該區的專營巴士卻一直只得14C線來往觀塘（裕民坊）。在14C近45年來，受油塘邨重建、地鐵油塘站通車、紅色小巴競爭等因素影響，該路線客量持續低迷，也因為14C的鯉魚門接駁港鐵服務未能覆蓋其他九龍區，2009年7月起更是市區班次最疏落的巴士路線。當局早於上世紀末將三家村碼頭所在的油塘工業區，改劃為以住宅為主的綜合發展區，多座私人住宅近年如雨後春筍般於區內建成。九巴與運輸署形容，14C線非但未能配合該區住宅規劃衍生之額外交通需求，亦未能配合鯉魚門的旅遊業發展。
此外，受港鐵沙田至中環綫興建工程影響，馬頭圍道多條行車綫自2012年12月起須持續改道及封閉，當時地區人士預期該路段車流會因而變得緩慢，導致恆常交通擠塞；途經該路段的14線亦不能倖免，當局甚至研究自14線抽調部分班次改行啟德隧道，使乘客行程不致受延誤。
運輸署在2012年11月29日舉行觀塘區議會交通及運輸委員會會議上，提出《優化觀塘區巴士服務建議》 （页面存档备份，存于），當中建議開辦此路線，以提供更直接巴士服務來往九龍東（鯉魚門、油塘及觀塘商貿區）及紅磡、佐敦及尖沙咀。按照計劃，客量極低的14C線將永久取消，九巴將調配區內載客量較少的雙層巴至此路線。議員普遍贊同建議，但關注擬議路線的班次不足，尚有增長空間，亦有議員認為其服務範圍需擴展至尖沙咀東（麼地道）。開辦此路線以取代14C線的建議最終獲委員會通過。
- 2013年3月24日：本線開辦，以配合14C線停辦[3][4]。
- 2013年10月12日：落實《優化觀塘區巴士服務建議 - 九巴第14X及219P號線服務建議》[5][6]
  - 與219P線合併，並改為循環線運作，以及延長至尖沙咀，不再途經佐敦西部、中港碼頭、以及原有219P線服務範圍的麗港城；
  - 不再途經油美苑的一段鯉魚門道，並改經高怡邨的一段高超道；
  - 鯉魚門總站遷往崇信街鯉灣天下對出。
- 2015年6月27日：增設到站時間預報。[7]
- 2016年12月26日：往鯉魚門方向改經觀塘道下通道，並取消觀塘鐵路站分站。
- 2017年8月19日：總站由鯉魚門（崇信街）遷往油塘（崇德圍），往尖沙咀方向改經海濱道一帶： 
  - 往尖沙咀方向由崇德圍開出，途經東源街南行返回崇信街原有路線；於觀塘道後，再改經勵業街、海濱道、順業街及偉業街返回啟福道原有路線，並新增海濱道「觀塘勵業街」及「觀塘海濱花園」站；
  - 往油塘方向於仁宇圍後改經東源街北行、高輝道及崇德圍前往總站，不再停靠鯉魚門（崇信街）總站，改停崇信街「三家村避風塘」分站。
- 2017年8月23日：由於東源街有過多違例泊車影響巴士出入，總站由崇德圍臨時遷回崇信街鯉灣天下外直至2018年中。
- 2018年5月2日：星期一至五部份班次試行恢復以油塘（崇德圍）為總站：[8]
  - 06:00-07:45及19:00-23:00開出之班次由油塘（崇德圍）往返尖沙咀；
  - 08:05-09:30開出之班次由油塘（崇德圍）開出往尖沙咀，回程以鯉魚門（崇信街）為終點站；
  - 17:00-18:30開出之班次由鯉魚門（崇信街）開出往尖沙咀，回程以油塘（崇德圍）為終點站。
- 2020年3月31日：介乎崇信街與仁宇圍之間一段東源街因用地劃入蔚藍東岸而永久封閉，往尖沙咀方向改經同日起改為雙程行車的仁宇圍，所有班次恢復以崇德圍作起點。[9][10]

## 服務時間及班次
| 油塘（崇德圍）開     | 油塘（崇德圍）開 | 油塘（崇德圍）開 | 油塘（崇德圍）開 | 油塘（崇德圍）開 | 油塘（崇德圍）開 | 油塘（崇德圍）開 |
| 日期                 | 開出時間         | 開出時間         | 開出時間         | 開出時間         | 開出時間         | 開出時間         |
| -------------------- | ---------------- | ---------------- | ---------------- | ---------------- | ---------------- | ---------------- |
| 星期一至五           | 06:00            | 06:25            | 06:50            | 07:10            | 07:30            | 07:45            |
| 星期一至五           | 08:05            | 08:25            | 08:50            | 09:15            | 09:40            | 10:05            |
| 星期一至五           | 10:30            | 11:00            | 11:30            | 12:00            | 12:30            | 13:00            |
| 星期一至五           | 13:30            | 14:00            | 14:30            | 15:00            | 15:30            | 16:00            |
| 星期一至五           | 16:30            | 17:00            | 17:20            | 17:40            | 18:05            | 18:30            |
| 星期一至五           | 19:00            | 19:30            | 20:00            | 20:30            | 21:00            | 21:30            |
| 星期一至五           | 22:00            | 22:30            | 23:00            |                  |                  |                  |
| 星期六、日及公眾假期 | 06:00            | 06:30            | 07:00            | 07:30            | 08:00            | 08:30            |
| 星期六、日及公眾假期 | 09:00            | 09:30            | 10:00            | 10:30            | 11:00            | 11:30            |
| 星期六、日及公眾假期 | 12:00            | 12:30            | 13:00            | 13:30            | 14:00            | 14:30            |
| 星期六、日及公眾假期 | 15:00            | 15:30            | 16:00            | 16:30            | 17:00            | 17:30            |
| 星期六、日及公眾假期 | 18:00            | 18:30            | 19:00            | 19:30            | 20:00            | 20:30            |
| 星期六、日及公眾假期 | 21:00            | 21:30            | 22:00            | 22:30            | 23:00            |                  |

## 收費
全程：$8.3
- 喜鵲樓往油塘：$6.4
- 觀塘市中心往油塘：$5.0

| - 本線設有12歲以下小童及65歲或以上長者半價優惠。 - 65歲或以上香港居民使用「樂悠咭」，以及12歲以下合資格殘疾兒童使用「殘疾人士身份」個人八達通繳付車資，均可享有每程$2.0或半價（以較低者為準）的票價優惠；12至64歲合資格殘疾人士使用「殘疾人士身份」個人八達通（包括「樂悠咭」），以及60至64歲香港居民使用「樂悠咭」繳付車資，均可享有每程$2.0或全費（以較低者為準）的票價優惠。 - 65歲或以上長者如使用長者或一般個人八達通繳付車資，則只可享有半價優惠；12至64歲合資格殘疾人士如不使用「殘疾人士身份」個人八達通，以及60至64歲人士如不使用「樂悠咭」繳付車資，必須繳付全費。 - 乘客可以現金或八達通於上車時付款，不設找續。 - 每位成人乘客可免費攜帶最多兩名4歲以下而不佔座位的兒童乘客乘車，超額之4歲以下小童必須繳付小童車費乘車。 - 持有「九巴月票」之乘客在車票有效期內，每日可享最多10程任何九龍巴士及龍運巴士路線（包括本路線，以及聯營路線的九龍巴士／龍運巴士提供的班次；惟乘搭機場「A」及「NA」線則可享原價二七折優惠（不會計算每天10次合資格車程））；而B1線則每日可享最多各2程（不會計算每天10次合資格車程）。 - 九龍巴士、城巴、龍運巴士及陽光巴士全職員工及家屬（不包括外判職員）可免費乘搭本路線，惟必須拍職員或職員家屬八達通。 - 乘客亦可透過多元化電子支付系統（e度嘟）繳付車資，包括使用非接觸式VISA卡、JCB卡、萬事達卡、銀聯卡、美國運通、大來國際、Discover Card、Apple Pay、Google Pay、Samsung Pay、AlipayHK「易乘碼」、支付寶、WeChatHK／微信支付「搭車碼」、銀聯雲閃付「乘車碼」及BOC Pay「乘車碼」。乘客使用此付款方式，使用此支付方式的乘客可享有中途下車之分段收費，以及與其他九巴／龍運獨營路線或聯營線九巴／龍運班次之轉乘優惠，惟不適用於與非九巴／龍運路線之轉乘優惠，亦不能享有「公共交通費用補貼計劃」及「長者及合資格殘疾人士公共交通票價優惠計劃」。 |

## 八達通巴士轉乘計劃
乘客在登上本線巴士後150分鐘內以同一張八達通卡轉乘以下路線，或從以下路線登車後150分鐘內轉乘本線，次程可獲車資折扣優惠：
14X↔新界區巴士路線
- 14X往尖沙咀 → 38、40、40P、42C、62X、74X/74B/74D/74P/274X、80、80X、83X、89、89B、89C、89D、89X、258D、259D、268C/A、(2)69C、277X/A、277E/P往新界，次程可獲$7.4折扣優惠。
- 38、40、40P、42C、62X、74X/C/D/E、80/P、80X、83X/A、89、89B、89C、89D/P、89X、258D/P/S、259D、268C/A、(2)69C、277X/A或277E/P往九龍 → 14X往鯉魚門，次程可獲$4.4折扣優惠。

本線↔258D/259D可同時享用屯門公路轉車站轉乘優惠
本線↔268C/269C/69C可同時享用大欖隧道轉乘優惠
14X↔213M/S，次程可獲$4.2折扣優惠
- 213M/S往藍田站 → 14X往尖沙咀
- 14X往油塘 → 213M往安泰或213S往安達

14X↔14S，次程可獲$1折扣優惠
- 14S往油塘 → 14X往尖沙咀
- 14X往油塘 → 14S往將軍澳華人永遠墳場

## 使用車輛
現時本線及14線合共獲派14輛Enviro500 MMC 12米（ATENU）
| 車隊編號 | 車牌   |
| -------- | ------ |
| ATENU15  | SB5002 |
| ATENU24  | SB7049 |
| ATENU87  | SF4246 |
| ATENU100 | SF4730 |
| ATENU250 | SN8597 |
| ATENU339 | TA8457 |
| ATENU345 | TA7221 |
| ATENU357 | TB2413 |
| ATENU591 | TM6052 |
| ATENU597 | TM6816 |
| ATENU600 | TM7967 |
| ATENU697 | TR 614 |
| ATENU774 | TT9286 |
| ATENU778 | TT9620 |

## 行車路線

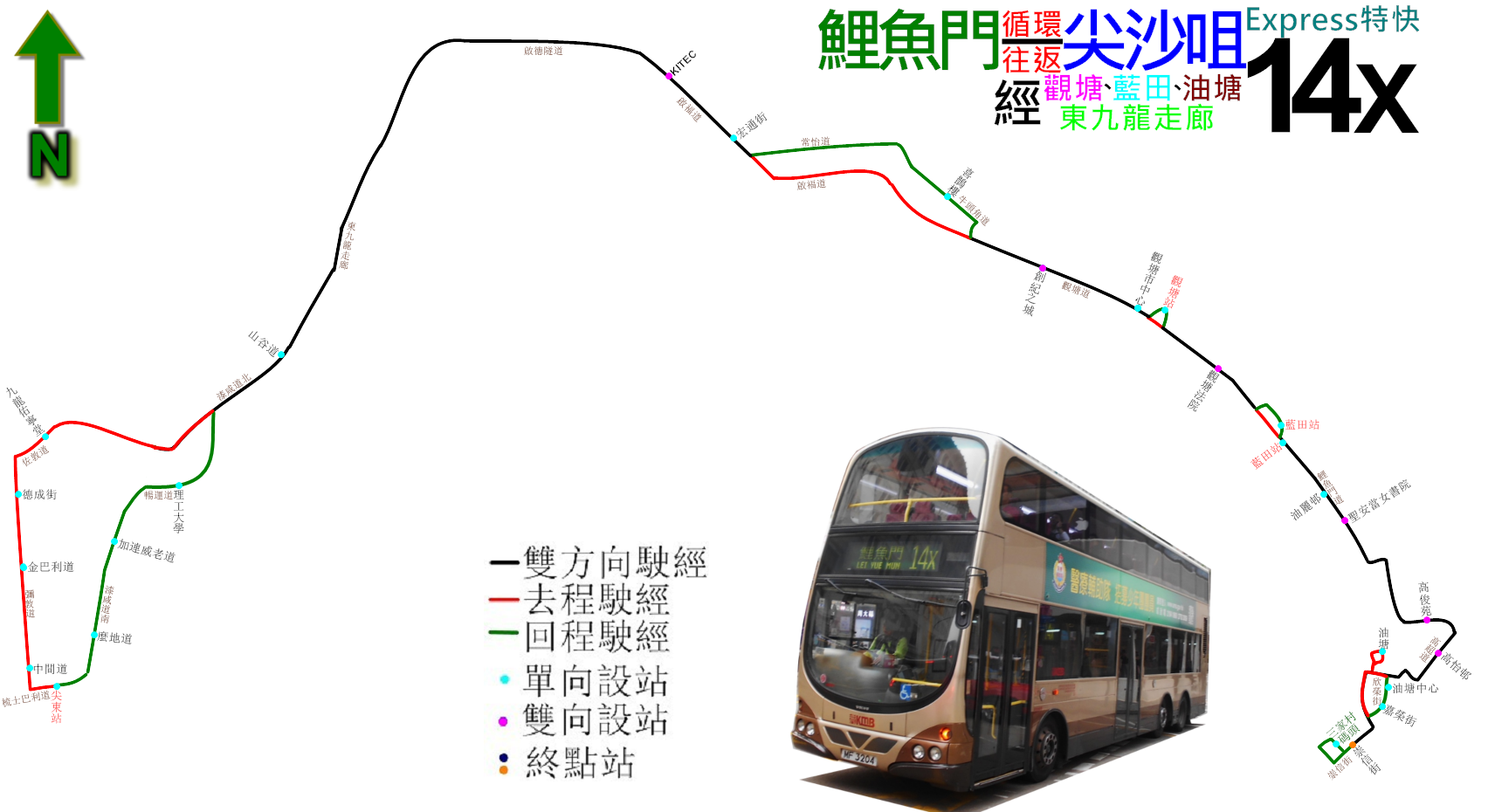
14X線改道前的走線圖

經：崇德圍、東源街、仁宇圍、崇信街、茶果嶺道、高超道、油塘公共運輸交匯處、高超道、鯉魚門道、觀塘道、觀塘道下通道、觀塘道、勵業街、海濱道、順業街、偉業街、啟福道、啟德隧道、東九龍走廊、漆咸道北、漆咸道南、加士居道、佐敦道、彌敦道、梳士巴利道、漆咸道南、暢運道、康泰徑、康莊道、漆咸道北、東九龍走廊、啟德隧道、啟福道、常怡道、牛頭角道、雅麗道、觀塘道、觀塘道下通道、觀塘道、鯉魚門道、高超道、欣榮街、茶果嶺道、崇信街、仁宇圍、東源街、高輝道及崇德圍。

### 沿線車站
| 1                    | 崇德圍                      | 崇德圍             |
| 2                    | 崇信街                      | 崇信街             |
| 3                    | 油塘巴士總站                | 油塘公共運輸交匯處 |
| 4                    | 高怡邨                      | 高超道             |
| 5                    | 高俊苑                      | 高超道             |
| 6                    | 聖安當女書院                | 鯉魚門道           |
| 7                    | 油麗邨                      | 鯉魚門道           |
| 8                    | 藍田站                      | 鯉魚門道           |
| 9                    | 觀塘法院（F3）              | 觀塘道             |
| 觀塘道下通道         |                             |                    |
| 10                   | 觀塘道轉車站-創紀之城（B9） | 觀塘道             |
| 11                   | 勵業街                      | 海濱道             |
| 12                   | 觀塘海濱花園                | 海濱道             |
| 13                   | 啟德隧道轉車站-啟福道（L1） | 啟福道             |
| 啟德隧道、東九龍走廊 |                             |                    |
| 14                   | 九龍佑寧堂                  | 佐敦道             |
| 15                   | 德成街（S47）               | 彌敦道             |
| 16                   | 金巴利道（S50）             | 彌敦道             |
| 17                   | 中間道（S54）               | 彌敦道             |
| 18                   | 尖東站                      | 梳士巴利道         |
| 19                   | 麼地道                      | 漆咸道南           |
| 20                   | 加連威老道                  | 漆咸道南           |
| 21                   | 香港理工大學                | 暢運道             |
| 康莊道               |                             |                    |
| 22                   | 山谷道                      | 漆咸道北           |
| 東九龍走廊、啟德隧道 |                             |                    |
| 23                   | 啟德隧道轉車站-啟福道（K1） | 啟福道             |
| 24                   | 宏通街                      | 啟福道             |
| 25                   | 喜鵲樓（U5）                | 牛頭角道           |
| 26                   | 觀塘道轉車站-創紀之城（T5） | 觀塘道             |
| 27                   | 觀塘市中心（R2）            | 觀塘道             |
| 觀塘道下通道         |                             |                    |
| 28                   | 觀塘游泳池                  | 鯉魚門道           |
| 29                   | 藍田站                      | 藍田公共運輸交匯處 |
| 30                   | 聖安當女書院                | 鯉魚門道           |
| 31                   | 高俊苑                      | 高超道             |
| 32                   | 高怡邨                      | 高超道             |
| 33                   | 鯉魚門邨                    | 欣榮街             |
| 34                   | 嘉榮街                      | 欣榮街             |
| 35                   | 三家村避風塘                | 崇信街             |
| 36                   | 三家村碼頭                  | 仁宇圍             |
| 37                   | 崇德圍                      | 崇德圍             |

## 第一代的14X線
第一代14X為香港首批特快巴士路線之一，於1982年11月26日起投入服務，來往油塘（高超道）至佐敦道碼頭，1995年5月22日起配合215X投入服務改為單向晨早服務，1997年5月12日起停止服務，由219P線取代 (直至2013年10月12日起與14X合併改以循環線運作)。
現時14X的走線，除了鯉魚門、牛頭角花園大廈和尖沙咀（初時的定線為中港碼頭）路段外，絕大部分與第一代14X開辦時的路線大致相同；有趣的是，219P取代第一代14X的十多年後，219P線再次被本線合併及取代路線編號。

## 客量
根據歷年巴士路線發展計劃中的資料顯示，本線載客率如下：
- 2013年：在與219P線合併前，本線7月份每天平均乘客量約1100人，全日平均每班車不足20人，客量偏低。[12]
- 2016年：本線在最繁忙一小時內的載客率為46%。

然而，乘客可不必刻意等候本線，因尖沙咀往東九龍方向可先乘215X到觀塘或藍田才轉車，而往來油塘及鯉魚門更有多種公共交通工具可供選擇 (油塘及鯉魚門之間亦可步行往來)，繁忙時間客量有所增長；去程繞經海濱道也可吸引部份觀塘商貿區上班人士，下午繁忙時間該兩站候車乘客足以令巴士頂閘。